# 23a Divisió (Exèrcit Popular de la República)
La 23a Divisió va ser una de les divisions de l'Exèrcit Popular de la República que es van organitzar durant la Guerra Civil espanyola sobre la base de les brigades mixtes. La unitat va estar desplegada durant tota la contesa en el Front d'Andalusia.

## Historial
La unitat va ser creada el 3 d'abril de 1937, creada a partir de les forces militars i milicianes que cobrien el sector de Granada. Cobria un front que anava des de Sierra Nevada fins a la costa del mar Mediterrani. La divisió, composta per les brigades mixtes 54a, 55a i 85a, va quedar sota el comandament del tinent coronel Carlos Jiménez Canito. Inicialment la 23a Divisió va tenir el seu lloc de comandament a Berja, si bé des de desembre de 1937 el va tenir a Ugíjar. Mesos després de la seva creació, la unitat va passar a quedar integrada en el XXIII Cos d'Exèrcit. No va arribar a intervenir en operacions militars de rellevància.

## Comandaments
Comandants
- tinent coronel d'infanteria Carlos Jiménez Canito;[5]
- tinent coronel d'Infanteria Miguel Gallo Martínez;[6]
- major de milícies Manuel Belda Tortosa;

Comissaris
- José Estrada Parra, del PSOE;[7]

Caps d'Estat Major
- comandant d'infanteria Cirilo Artés Olmos;
- capità d'Infanteria Gabriel Ramos Herrero;

## Ordre de batalla
| Data             | Cos d'exèrcit adscrit | Brigades mixtes integrades | Front de batalla |
| Juny de 1937     | —                     | 54a, 55a i 85a             | Andalusia        |
| Desembre de 1937 | XXIII Cos d'Exèrcit   | 85a, 54a i 147a            | Andalusia        |